# Nadia Coci
Nadia Coci (Catania, 27 marzo 1963 – ...) è stata una calciatrice italiana di ruolo attaccante.
Ha giocato in Serie A con la Catania.

## Palmarès
- Campionato italiano: 1

Jolly Catania: 1978